# Molly Bee
Molly Bee, geboren als Mollie Gene Beachboard (Oklahoma City, 18 augustus 1939 - Oceanside, 7 februari 2009) was een Amerikaanse countryzangeres, beroemd om haar opname I Saw Mommy Kissing Santa Claus uit 1952 en als Pinky Lee's makker in The Pinky Lee Show.

## Jeugd
Bee groeide op in Bell Buckle, Tennessee totdat haar familie ergens in de jaren 1940 naar Tucson, Arizona verhuisde. In Arizona werd ze ontdekt door diskjockey en zingende cowboy Rex Allen, toen hij haar hoorde zingen. Allen was onder de indruk van Bee's stem en liet de 10-jarige Lovesick Blues zingen in zijn populaire radioshow.
In 1950, toen Bee 11 was, verhuisde de familie Beachboard naar de omgeving van Los Angeles. Ze werd een regelmatige gast bij de Hometown Jamboree gedurende de volgende twee jaar, een KTLA-TV-programma geproduceerd in het American Legion Stadium in El Monte. Het werd later verplaatst naar de toen beroemde Harmony Park Ballroom in Anaheim, Californië.
De show op zaterdagavond werd georganiseerd en geproduceerd door Cliffie Stone, die hielp bij het populair maken van countrymuziek in Californië. In haar tienerjaren zong Bee bij de Jamboree en verzamelde een grote aanhang. Ze was zo populair dat het programma soms The Molly Bee Show werd genoemd. Het programma zorgde voor een grote doorbraak voor veel jonge zangers, waaronder Tommy Sands, die een tieneridool werd en in de jaren 1950 een date had met Bee. Op 13-jarige leeftijd tekende Bee bij Capitol Records en had haar eerste grote opnamesucces met I Saw Mommy Kissing Santa Claus in 1952. Ze ging naar de Rosemead High School en studeerde af aan Hollywood High School.
In 1952 werd Bee gecast om Pinky Lee's sidekick te spelen in het nationaal uitgezonden kinderprogramma The Pinky Lee Show. In 1954 ontmoette Bee Tennessee Ernie Ford in een variété-show, die liep van 3 januari 1955 tot 28 juni 1957. Voor hun uitvoering van Dim Lights, Thick Smoke (and Loud, Loud Music) plaagde Ford Bee met haar haar, dat ze in vlechten droeg. Ford haalde haar ook over om te jodelen, een vaardigheid die ze had geleerd op de boerderij in Tennessee waar ze haar vroege jaren doorbracht. Daarna werd haar jodelen een kenmerk van de meeste van haar vroege optredens. Ze zei dat haar negen jaar bij de Tennessee Ernie Ford-show de leukste jaren van haar leven waren; ze was de meeste tijd thuis en zag haar familie elke dag. Bee's nummer één hit werd gevolgd door nog drie hitsingles, waaronder The Tennessee Tango. Op 19-jarige leeftijd was ze al de wereld rondgereisd.
Bee verscheen voor het eerst op het scherm in een RKO Pathe-film met het korte onderwerp Molly Bee Sings en ondernam ook een korte toneel- en filmacteercarrière in de jaren 1950 en 1960. Ze verscheen in Summer Love, Corral Cuties, Going Steady, Chartroose Caboose en The Young Swingers, maar zei ooit dat ze te verlegen was voor een acteercarrière. Bee verscheen in 1958 met George Montgomery in een aflevering van The Gisele MacKenzie Show. Ze speelde een gastrol in andere nationale televisieshows georganiseerd door Red Foley en Steve Allen.
Tijdens de jaren 1960 was Bee een vaste headliner in de grote Las Vegas showrooms en toerde ze kort met de USO troep van Bob Hope. Ze verscheen ook regelmatig in The Jimmy Dean Show. In 1966 stelden Dick Clark en Barbara John de show Swingin' Country samen met de drie vaste gasten Bee, Roy Clark en Rusty Draper. De show won aan populariteit en de Armed Forces Radio and Television pikte het op om te worden gezien door meer dan 250.000 militairen over de hele wereld. Ze werd in 1966 genomineerd als «Best Television Personality» door The Academy of Country Music Awards.
Tegen het einde van de jaren 1960 begon haar carrière te vervagen, in latere jaren gaf ze haar achteruitgang de schuld van drugsmisbruik. In 1975, in het tijdschrift Country Song Roundup, zei ze dat ze door haar kinderen evenwicht vond. In de jaren 1970 kwam Bee weer in contact met Cliffie Stone en nam nog twee albums op om haar comeback te beginnen. Ze speelde in kleine countrybars en podia, heel andere scènes dan het grote concertpubliek dat ze vroeg in haar carrière had aangetrokken. Haar dochters traden vaak met haar op. Bee bracht de albums Good Golly Ms. Molly uit in 1975, dit keer bij het label Granite van Cliffie Stone, en in 1982 haar laatste album Sounds Fine to Me. Hoewel ze niet meer op tournee was, maakte ze in april 1998 deel uit van de affiche die een benefietactie organiseerde voor het Ivey Ranch Park voor lichamelijk en geestelijk gehandicapten in Oceanside.
Tegen de jaren 1990 bezat ze een restaurant en nachtclub in Oceanside, bekend als The Molly Bee.

## Privéleven en overlijden
Molly Bee was vijf keer getrouwd, waaronder 10 jaar met de countryzanger Ira Allen. Ze heeft een zoon en twee dochters. Ze overleed op 7 februari 2009 na een infarct op 69-jarige leeftijd.

## Discografie

### Singles
- 1952: Tennessee Tango
- 1952: I Saw Mommy Kissing Santa Claus
- 1953: Don't Start Courtin' in a Hot Rod Ford (met Tennessee Ernie Ford)
- ####: Young Romance
- ####: Don't Look Back
- ####: 5 Points of a Star

### Albums
- 1958: Young Romance
- 1965: It's Great, It's Molly Bee
- 1967: Swingin' Country
- 1975: Good Golly Ms. Molly
- 1982: Sounds Fine to Me

- Bibliothèque nationale de France: cb13818480p (data)
- Gemeinsame Normdatei: 128719432X
- International Standard Name Identifier: 0000 0000 2963 0277
- Library of Congress Control Number: n93071943
- MusicBrainz: a987b459-3e8c-4054-b66d-bd8bf3799747
- Virtual International Authority File: 65655153